# Autocharis barbieri
Autocharis barbieri là một loài bướm đêm trong họ Crambidae.